# UEFA-Pokal 1995/96
Der UEFA-Pokal 1995/96 war die 25. Auflage des Wettbewerbs und wurde vom FC Bayern München gewonnen. Der deutsche Rekordmeister besiegte in den Finalspielen den französischen Club Girondins Bordeaux und war damit nach Bayer 04 Leverkusen (1988), Eintracht Frankfurt (1980) und Borussia Mönchengladbach (1975, 1979) der vierte deutsche Verein, der den Pokal gewinnen konnte.
Weitere deutsche Teilnehmer waren der SC Freiburg (Ausscheiden in der ersten Runde), der 1. FC Kaiserslautern (2. Runde) sowie Werder Bremen (3. Runde).

## Vorrunde
Ab dieser Saison konnten sich erstmals zwei Klubs über den UEFA Intertoto Cup für den UEFA-Pokal qualifizieren. In dieser Saison waren dies die beiden französischen Klubs Racing Straßburg und Girondins Bordeaux, die in der 1. Runde einstiegen. Der Wettbewerb wurde wie gewohnt in sechs Runden in Hin- und Rückspielen ausgetragen. Bei Torgleichstand entschied zunächst die Anzahl der Auswärts erzielten Tore, danach eine Verlängerung, wurde in dieser nach zweimal 15 Minuten keine Entscheidung erreicht, folgte ein Elfmeterschießen, bis der Sieger ermittelt war.

## Qualifikation
|                          | Gesamt          |                       | Hinspiel | Rückspiel |
| ------------------------ | --------------- | --------------------- | -------- | --------- |
| Crusaders FC             | 1:6             | Silkeborg IF          | 1:2      | 0:4       |
| Afan Lido FC             | 1:2             | RAF Jelgava           | 1:2      | 0:0       |
| Raith Rovers             | 6:2             | GÍ Gøta               | 4:0      | 2:2       |
| Slawia Sofia             | 0:3             | Olympiakos Piräus     | 0:2      | 0:1       |
| Zimbru Chișinău          | 2:0             | Hapoel Tel Aviv       | 2:0      | 0:0       |
| Sparta Prag              | 4:2             | Galatasaray Istanbul  | 3:1      | 1:1       |
| Omonia Nikosia           | 5:1             | Sliema Wanderers      | 3:0      | 2:1       |
| 1. FC Košice             | 1:3             | Újpest Budapest       | 0:1      | 1:2       |
| FC Universitatea Craiova | 0:0 (1:3 i. E.) | FK Dinamo Minsk       | 0:0      | 0:0 n. V. |
| Fenerbahçe Istanbul      | 6:0             | FK Partizani Tirana   | 2:0      | 4:0       |
| Vardar Skopje            | 3:0             | FC Samtredia          | 1:0      | 2:0       |
| Botew Plowdiw            | 2:0             | FC Dinamo Tiflis      | 1:0      | 1:0       |
| Apollon Smyrnis          | 2:3             | NK Olimpija Ljubljana | 1:0      | 1:3       |
| FK Roter Stern Belgrad   | 0:1             | Neuchâtel Xamax       | 0:1      | 0:0       |
| Hibernians Football Club | 2:7             | Tschornomorez Odessa  | 2:5      | 0:2       |
| PFK Kəpəz                | 1:9             | FK Austria Wien       | 0:4      | 1:5       |
| SK Tirana                | 0:3             | Hapoel Be’er Scheva   | 0:1      | 0:2       |
| Dinamo Bukarest          | 1:2             | Lewski-1913 Sofia     | 0:1      | 1:1 n. V. |
| Zagłębie Lubin           | 1:0             | FC Schirak Gjumri     | 0:0      | 1:0       |
| Örebro SK                | 0:3             | FC Avenir Beggen      | 0:0      | (1)0:3 1  |
| Tampere PV               | 1:7             | Viking Stavanger      | 0:4      | 1:3       |
| Bangor City              | 0:5             | Widzew Łódź           | 0:4      | 0:1       |
| Brøndby IF               | 6:0             | FK Inkaras Kaunas     | 3:0      | 3:0       |
| Lillestrøm SK            | 4:1             | FC Flora Tallinn      | 4:0      | 0:1       |
| FC Motherwell            | (a)3:3(a)       | Myllykosken Pallo -47 | 1:3      | 2:0       |
| Skonto Riga              | 1:2             | NK Maribor            | 1:0      | 0:2       |
| SK Sturm Graz            | 1:2             | Slavia Prag           | 0:1      | 1:1       |
| ŠK Slovan Bratislava     | 6:0             | NK Osijek             | 4:0      | 2:0       |
| Jeunesse Esch            | 0:4             | FC Lugano             | 0:0      | 0:4       |
| Shelbourne FC            | 0:6             | ÍA Akranes            | 0:3      | 0:3       |
| Glenavon FC              | 1:0             | FH Hafnarfjörður      | 0:0      | 1:0       |
| FC Dundalk               | 0:4             | Malmö FF              | 0:2      | 0:2       |

## 1. Runde
|                       | Gesamt          |                       | Hinspiel | Rückspiel |
| --------------------- | --------------- | --------------------- | -------- | --------- |
| Sparta Prag           | (a)2:2(a)       | Silkeborg IF          | 0:1      | 2:1       |
| Lierse SK             | 2:5             | Benfica Lissabon      | 1:3      | 1:2       |
| Neuchâtel Xamax       | 1:5             | AS Rom                | 1:1      | 0:4       |
| FC Sevilla            | 3:1             | Botew Plowdiw         | 2:0      | 1:1       |
| Roda JC Kerkrade      | 5:2             | NK Olimpija Ljubljana | 5:0      | 0:2       |
| FC Bayern München     | 5:1             | Lokomotive Moskau     | 0:1      | 5:0       |
| FK Austria Wien       | 1:3             | FK Dinamo Minsk       | 1:2      | 0:1       |
| Malmö FF              | (a)2:2(a)       | Nottingham Forest     | 2:1      | 0:1       |
| Tschornomorez Odessa  | 1:1 (6:5 i. E.) | Widzew Łódź           | 1:0      | 0:1 n. V. |
| AS Monaco             | 1:3             | Leeds United          | 0:3      | 1:0       |
| Brøndby IF            | 3:0             | Lillestrøm SK         | 3:0      | 0:0       |
| Raith Rovers          | 3:2             | ÍA Akranes            | 3:1      | 0:1       |
| SC Freiburg           | 1:2             | Slavia Prag           | 1:2      | 0:0       |
| ŠK Slovan Bratislava  | 2:4             | 1. FC Kaiserslautern  | 2:1      | 0:3       |
| FC Lugano             | 2:1             | Inter Mailand         | 1:1      | 1:0       |
| Olympiakos Piräus     | 5:1             | NK Maribor            | 2:0      | 3:1       |
| Hapoel Be’er Scheva   | 00:12           | FC Barcelona          | 0:7      | 0:5       |
| Lazio Rom             | 7:1             | Omonia Nikosia        | 5:0      | 2:1       |
| Vitória Guimarães     | 3:1             | Standard Lüttich      | 3:1      | 0:0       |
| Fenerbahçe Istanbul   | 1:4             | Betis Sevilla         | 1:2      | 0:2       |
| Rotor Wolgograd       | (a)2:2(a)       | Manchester United     | 0:0      | 2:2       |
| Myllykosken Pallo -47 | 2:8             | PSV Eindhoven         | 1:1      | 1:7       |
| AC Mailand            | 8:1             | Zagłębie Lubin        | 4:0      | 4:1       |
| Lewski-1913 Sofia     | 1:3             | Eendracht Aalst       | 1:2      | 0:1       |
| Viking Stavanger      | 1:2             | AJ Auxerre            | 1:1      | 0:1       |
| Alanija Wladikawkas   | 1:2             | FC Liverpool          | 1:2      | 0:0       |
| Zimbru Chișinău       | 3:1             | RAF Jelgava           | 1:0      | 2:1       |
| Racing Straßburg      | 5:0             | Újpest Budapest       | 3:0      | 2:0       |
| SC Farense            | 0:2             | Olympique Lyon        | 0:1      | 0:1       |
| Glenavon FC           | 0:7             | Werder Bremen         | 0:2      | 0:5       |
| RC Lens               | 13:00           | FC Avenir Beggen      | 6:0      | 7:0       |
| Vardar Skopje         | 1:3             | Girondins Bordeaux    | 0:2      | 1:1       |

## 2. Runde
|                      | Gesamt    |                   | Hinspiel | Rückspiel |
| -------------------- | --------- | ----------------- | -------- | --------- |
| AJ Auxerre           | 0:1       | Nottingham Forest | 0:1      | 0:0       |
| FC Barcelona         | 7:0       | Vitória Guimarães | 3:0      | 4:0       |
| AS Rom               | 4:0       | Eendracht Aalst   | 4:0      | 0:0       |
| FC Lugano            | 1:3       | Slavia Prag       | 1:2      | 0:1       |
| Benfica Lissabon     | 3:2       | Roda JC Kerkrade  | 1:0      | 2:2       |
| Sparta Prag          | 6:3       | Zimbru Chișinău   | 4:3      | 2:0       |
| Girondins Bordeaux   | 3:1       | Rotor Wolgograd   | 2:1      | 1:0       |
| Leeds United         | 3:8       | PSV Eindhoven     | 3:5      | 0:3       |
| FC Sevilla           | (a)2:2(a) | Olympiakos Piräus | 1:0      | 1:2       |
| Olympique Lyon       | 4:1       | Lazio Rom         | 2:1      | 2:0       |
| Raith Rovers         | 1:4       | FC Bayern München | 0:2      | 1:2       |
| Brøndby IF           | 1:0       | FC Liverpool      | 0:0      | 1:0       |
| Werder Bremen        | 6:2       | FK Dinamo Minsk   | 5:0      | 1:2       |
| Tschornomorez Odessa | 0:4       | RC Lens           | 0:0      | 0:4       |
| Racing Straßburg     | 1:3       | AC Mailand        | 0:1      | 1:2       |
| 1. FC Kaiserslautern | 1:4       | Betis Sevilla     | 1:3      | 0:1       |

## 3. Runde
|                    | Gesamt |                  | Hinspiel | Rückspiel |
| ------------------ | ------ | ---------------- | -------- | --------- |
| FC Bayern München  | 7:2    | Benfica Lissabon | 4:1      | 3:1       |
| PSV Eindhoven      | 2:1    | Werder Bremen    | 2:1      | 0:0       |
| Nottingham Forest  | 1:0    | Olympique Lyon   | 1:0      | 0:0       |
| Brøndby IF         | 3:4    | AS Rom           | 2:1      | 1:3       |
| FC Sevilla         | 2:4    | FC Barcelona     | 1:1      | 1:3       |
| Girondins Bordeaux | 3:2    | Betis Sevilla    | 2:0      | 1:2       |
| Slavia Prag        | 1:0    | RC Lens          | 0:0      | 1:0 n. V. |
| AC Mailand         | 2:0    | Sparta Prag      | 2:0      | 0:0       |

## Viertelfinale
|                   | Gesamt    |                    | Hinspiel | Rückspiel |
| ----------------- | --------- | ------------------ | -------- | --------- |
| FC Barcelona      | 5:4       | PSV Eindhoven      | 2:2      | 3:2       |
| Slavia Prag       | (a)3:3(a) | AS Rom             | 2:0      | 1:3       |
| AC Mailand        | 2:3       | Girondins Bordeaux | 2:0      | 0:3       |
| FC Bayern München | 7:2       | Nottingham Forest  | 2:1      | 5:1       |

## Halbfinale
|                   | Gesamt |                    | Hinspiel | Rückspiel |
| ----------------- | ------ | ------------------ | -------- | --------- |
| Slavia Prag       | 0:2    | Girondins Bordeaux | 0:1      | 0:1       |
| FC Bayern München | 4:3    | FC Barcelona       | 2:2      | 2:1       |

## Finale

### Hinspiel
| FC Bayern München                             | FC Bayern München | Girondins Bordeaux | Girondins Bordeaux | Aufstellung                                            |
| --------------------------------------------- | --- | --- | ------------------ | ------------------------------------------------------ |
| FC Bayern München                             | \| 1. Mai 1996 in München (Olympiastadion) \| \| Ergebnis: 2:0 (1:0) \| \| Zuschauer: 63.000 \| \| Schiedsrichter: Serge Muhmenthaler ( Schweiz) \| | \| 1. Mai 1996 in München (Olympiastadion) \| \| Ergebnis: 2:0 (1:0) \| \| Zuschauer: 63.000 \| \| Schiedsrichter: Serge Muhmenthaler ( Schweiz) \|                                                                                                  | Girondins Bordeaux | Aufstellung FC Bayern München gegen Girondins Bordeaux |
| FC Bayern München                             | Oliver Kahn – Lothar Matthäus (54. Dieter Frey) – Markus Babbel, Oliver Kreuzer, Thomas Helmer, Christian Ziege – Dietmar Hamann, Mehmet Scholl, Ciriaco Sforza – Jürgen Klinsmann, Jean-Pierre Papin (70. Marcel Witeczek) Teamchef: Franz Beckenbauer | Gaëtan Huard – François Grenet, Jakob Friis-Hansen, Jean-Luc Dogon, Bixente Lizarazu – Philippe Lucas, Laurent Croci, Daniel Dutuel, Richard Witschge – Anthony Bancarel, Didier Tholot (90. Cédric Anselin) Cheftrainer: Gernot Rohr ( Deutschland) | Girondins Bordeaux | Aufstellung FC Bayern München gegen Girondins Bordeaux |
| FC Bayern München                             | 1:0 Helmer (34.) 2:0 Scholl (60.) | | Girondins Bordeaux | Aufstellung FC Bayern München gegen Girondins Bordeaux |
| FC Bayern München                             | Papin | Lucas, Croci, Witschge | Girondins Bordeaux | Aufstellung FC Bayern München gegen Girondins Bordeaux |
| 1. Mai 1996 in München (Olympiastadion)       | | |                    |                                                        |
| Ergebnis: 2:0 (1:0)                           | | |                    |                                                        |
| Zuschauer: 63.000                             | | |                    |                                                        |
| Schiedsrichter: Serge Muhmenthaler ( Schweiz) | | |                    |                                                        |

### Rückspiel
| Girondins Bordeaux                               | Girondins Bordeaux | FC Bayern München | FC Bayern München | Aufstellung                                            |
| ------------------------------------------------ | --- | --- | ----------------- | ------------------------------------------------------ |
| Girondins Bordeaux                               | \| 15. Mai 1996 in Bordeaux (Stade du Parc Lescure) \| \| Ergebnis: 1:3 (0:0) \| \| Zuschauer: 36.000 \| \| Schiedsrichter: Wadsim Schuk ( Belarus) \| | \| 15. Mai 1996 in Bordeaux (Stade du Parc Lescure) \| \| Ergebnis: 1:3 (0:0) \| \| Zuschauer: 36.000 \| \| Schiedsrichter: Wadsim Schuk ( Belarus) \|                                                                                                  | FC Bayern München | Aufstellung Girondins Bordeaux gegen FC Bayern München |
| Girondins Bordeaux                               | Gaëtan Huard – Anthony Bancarel, Jakob Friis-Hansen, Jean-Luc Dogon, Bixente Lizarazu (31. Cédric Anselin) – Laurent Croci (57. Daniel Dutuel), Philippe Lucas (81. François Grenet), Zinédine Zidane, Richard Witschge – Didier Tholot, Christophe Dugarry Cheftrainer: Gernot Rohr ( Deutschland) | Oliver Kahn – Lothar Matthäus – Thomas Strunz, Markus Babbel, Thomas Helmer, Christian Ziege – Dieter Frey (60. Alexander Zickler), Mehmet Scholl, Ciriaco Sforza – Jürgen Klinsmann, Emil Kostadinow (75. Marcel Witeczek) Teamchef: Franz Beckenbauer | FC Bayern München | Aufstellung Girondins Bordeaux gegen FC Bayern München |
| Girondins Bordeaux                               | 1:2 Dutuel (76.) | 0:1 Scholl (53.) 0:2 Kostadinow (65.) 1:3 Klinsmann (78.) | FC Bayern München | Aufstellung Girondins Bordeaux gegen FC Bayern München |
| Girondins Bordeaux                               | Witschge, Croci, Dugarry, Tholot | Helmer, Frey, Babbel | FC Bayern München | Aufstellung Girondins Bordeaux gegen FC Bayern München |
| 15. Mai 1996 in Bordeaux (Stade du Parc Lescure) | | |                   |                                                        |
| Ergebnis: 1:3 (0:0)                              | | |                   |                                                        |
| Zuschauer: 36.000                                | | |                   |                                                        |
| Schiedsrichter: Wadsim Schuk ( Belarus)          | | |                   |                                                        |

## Beste Torschützen
ohne Vorrunde
| Rang | Spieler             | Klub              | Tore |
| ---- | ------------------- | ----------------- | ---- |
| 1    | Jürgen Klinsmann    | FC Bayern München | 15   |
| 2    | Ronaldo             | PSV Eindhoven     | 6    |
| 3    | Luc Nilis           | PSV Eindhoven     | 5    |
|      | Mehmet Scholl       | FC Bayern München | 5    |
| 5    | Joël Tiéhi          | RC Lens           | 4    |
|      | Bernd Hobsch        | Werder Bremen     | 4    |
|      | Pierluigi Casiraghi | Lazio Rom         | 4    |
|      | Francesco Moriero   | AS Rom            | 4    |
|      | Davor Šuker         | FC Sevilla        | 4    |
|      | Abel Balbo          | AS Rom            | 4    |
|      | Roger               | FC Barcelona      | 4    |

## Eingesetzte Spieler FC Bayern München
| FC Bayern München | |
| FC Bayern München | - Tor: Oliver Kahn (12/-) - Abwehr: Thomas Helmer (12/1); Christian Ziege (10/1); Markus Babbel (9/2); Oliver Kreuzer (8/-); Lothar Matthäus (7/-); Dieter Frey (6/-); Roman Grill (1/-) - Mittelfeld: Ciriaco Sforza (12/-); Mehmet Scholl (11/5); Thomas Strunz (9/2); Marcel Witeczek (8/2); Christian Nerlinger (8/-); Andreas Herzog (7/2); Dietmar Hamann (7/-) - Angriff: Jürgen Klinsmann (12/15); Alexander Zickler (8/-); Jean-Pierre Papin (6/1); Emil Kostadinow (4/1); - Trainer: Otto Rehhagel (2. Runde bis Halbfinale); Franz Beckenbauer (Finale) |

* Alain Sutter (1/-) verließ den Verein während der Saison.